# Mjölkriget
Mjölkriget var en serie på hundratals upplopp som ägde rum i norra, östra och västra delen av kungariket Frankrike under april och maj 1775.  De följde på en höjning av priset på mjöl och därmed priset på bröd, som då var allmänhetens kanske viktigaste basmatvara, efter en dålig skörd. Polisen förvärrade situationen genom att kvarhålla mjöl i de offentliga förråden avsedda för allmänheten 1773-1774. 
Upploppen influerades av den då vitt spridda teorin om Pacte de Famine eller svältpakten, där myndigheterna avsiktligt troddes reglera fram svält för att gynna spekulanterna. Medan de pågick attackerades främst köpmän, mjölnare, parlamentariker och andra som utpekades som direkt ansvariga för spekulation och profitering eller politiken kring marknadspriser. Det förekom också en mindre del kritik mot kungamakten: denna var bara en liten del av demonstranternas måltavla, men upplevdes ändå som oroande för regimen. Upploppen slogs ned med militär intervention av tusentals soldater ur den kungliga armén, i kombination med att allmänheten försågs med bröd genom tvångsreglerade brödpriser, och fred var helt återinförd efter fem månader. 
Ingen ny livsmedelskris av samma magnitud inträffade i Frankrike förrän  femton år senare. Mjölkriget har ibland utpekats som ett förspel till den franska revolutionen.  